# Chenopodium californicum
Chenopodium californicum là loài thực vật có hoa thuộc họ Dền. Loài này được (S.Watson) S.Watson mô tả khoa học đầu tiên năm 1880.